# Borda Joaquin
La Borda Joaquin és un monument del municipi de Les (Vall d'Aran) protegit com a bé cultural d'interès local.

## Descripció
Es tracta d'una borda destinada a allotjar animals, així com per a guardar-hi l'herba per alimentar-los. És un edifici de base rectangular, de planta baixa i pis. Està fet de pedra del país i argamassa de morter de calç, la coberta és de llosa de pissarra del país, feta a quatre vessants. S'accedeix a l'estable per una porta de dues fulles. Té una petita finestra i hi ha una altra porta a la primera planta que correspon al paller. El primer pis té un balcó amb barana de fusta que servia per assecar l'herba i la roba. A l'interior, tant els murs, de pedra vista, com el sostre, amb embigat de fusta, són els originals. El terra ha sofert modificacions, ja que fou cimentat als anys seixanta.

## Història
Aquesta borda segueix unes formes tradicionals que no permeten distingir cap element que doni informació referent a l'època concreta en què va ser construïda. D'altra banda no hi ha cap documentació que ajudi a datar-la. Les referències que hi ha són de tipus oral i situen l'edificació de la borda entre els segles XIX i XX. Se sap, però, que la Borda Joaquin pertany a la família Peremartí des de l'any 1902, en què Casa Joaquin de Les comprà a Casa Caishic el prat de Matacabòs a l'extrem dels quals s'hi troba l'esmentada borda. A la borda s'hi guardava herba i bestiar, més endavant s'hi guardaren i repararen les eines agrícoles.